# Jerónimo de Alcalá Yañez y Rivera
Jerónimo d'Alcalá Yáñez i Rivera (Múrcia, 1571 - Segòvia, 1632) va ser un metge i escriptor espanyol, autor de la novel·la picaresca El donado hablador.

## Biografia
Jerónimo d'Alcalá va néixer a Múrcia, segons les dades de la partida de baptisme i del seu expedient acadèmic. Es discuteix la seva ascendència conversa, que no està provada, encara que alguns autors l'estimen probable. Va estudiar amb Hernando de Mendoza, que anys després seria arquebisbe de Charcas, i amb Juan de Yepes, que amb el temps seria anomenat Juan de la Cruz, als Carmelites de Segòvia; però va abandonar la seva vocació religiosa i es va fer metge a València. Va exercir la seva professió a Segòvia, i es va casar dues vegades, la primera amb María Rubión.
Va escriure algunes obres de fons religiós, com Los milagros de Nuestra Señora de la Fuencisla (Salamanca, 1615) i Verdades para la vida cristiana (1632). Però la seva obra millor considerada és la novel·la picaresca Alonso, mozo de muchos amos, també conegut com El donado hablador, editada en dues parts (Madrid, 1624 i Valladolid, 1626).

## Obra

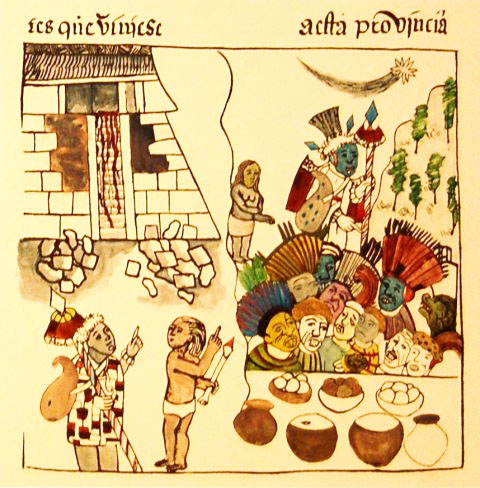
Sacerdots purépechas amb els seus attrbuts: posa en marxa i carbassa (1540) - Relació de Michoacán (Fray Jerónimo de Alcalá)

La novel·la picaresca Primera parte de El donado hablador, vida y aventuras de Alonso, mozo de muchos amos  (Madrid, 1624) va tenir molt èxit i es va reimprimir a Barcelona el 1625. La segona part a Valladolid, el 1626.
Encara que habitualment se la sol considerar una novel·la picaresca, alguns, com Alexander A. Parker, qüestionen aquesta classificació. És cert que és autobiogràfica i que té intenció satírica, afany moralitzador, estructura oberta…, però el seu protagonista desentona en el conjunt. Alonso té un caràcter devot, que contrasta amb les altres obres del gènere; l'obra té un caràcter religiós, i el protagonista és bon jan i honrat, cast, piadós, culte, inofensiu, i destaca més per beneit que per murri. Una altra peculiaritat és que té una estructura dialogada; el protagonista no es dirigeix al lector, interlocutor mut que possibilita el monòleg, sinó en la primera part, al vicari del convent on està en qualitat de donat, i en la segona, al capellà de San Zoles des de l'ermita de San Cosme i San Damián on és ermità, encara que no estan molt caracteritzats i es limiten a donar la rèplica i incitar a narrar la història. No existeixen el gran ressentiment ni el negre pessimisme d'altres obres, sinó una certa malenconia. Fins i tot alguns sectors de la societat reben elogis d'ell: metges -l'autor l'era- llauradors, monges, comediants, magistrats segovians, sacerdots… altres són en canvi objecte de les seves ires: estudiants, dones -la misogínia de l'autor és enorme- soldats, moriscs i gentils, però sempre en un to moderat, excepte en la misogínia. Igual que en la Vida del escudero Marcos de Obregón (1618), de Vicente Espinel, una altra obra del període de desintegració de la novel·la picaresca, Alonso, mozo de muchos amos ens presenta una sàtira indulgent.
La intenció de l'autor ha estat prioritàriament mostrar un ampli corpus social i en això empra la major part de l'obra. Les aventures personals d'Alonso queden enfosquides en favor de l'observació. Importa sobretot la descripció d'ambients i dels catorze amos que va coneixent, xifra molt superior a les restants novel·les picaresques. En tota la novel·la hi ha un gran predomini de l'element religiós. Els mals exemples queden ofegats en un mar d'ensenyaments morals, advocacions a Déu i als sants, cites bíbliques, sermons i reflexions devotes que marquen la pauta; així, gairebé l'han arribat a anomenar "novel·la picaresca estil diví", la qual cosa no ha de ser interpretat literalment. Però, després de tot, el protagonista és donat d'un convent i és precisament expulsat d'aquest per la seva invencible propensió a sermonejar, i en la segona part es fa ermità. El més interessant són els contes i anècdotes que l'autor va embastant com a exemplificació dels seus ensenyaments. És un recurs magníficament explotat per Alcalá. Són molt breus, molt graciosos i mai trenquen la resta de la trama. L'humor és un altre important valor. S'alterna el to erudit amb el llenguatge popular i l'ocasional joc de paraules conceptista.

## Obres
- Milagros de Nuestra Señora de la Fuencisla, grandezas de su nueuo templo y fiestas que en su translación se hizieron por la ciudad de Segouia (Salamanca: Antonia Ramírez, 1615)
- Verdades para la vida christiana (Valladolid: Jerónimo Murillo, 1632)
- La primera parte de El donado hablador, vida y aventuras de Alonso, mozo de muchos amos (Madrid, 1624, y Barcelona, 1625)
- Segunda parte de Alonso mozo de muchos amos (Valladolid: Jerónimo Morillo, 1626)
- Alonso, mozo de muchos amos : (primera y segunda parte) edición crítica por Miguel Donoso Rodríguez (Madrid: Universidad de Navarra / Iberoamericana; Frankfurt: Vervuert, 2005. ISBN  84-8489-080-5)